# The Right to Happiness (film 1915)
The Right to Happiness è un cortometraggio muto del 1915 diretto da Thomas Ricketts. Prodotto dall'American Film Manufacturing Company, il film aveva come interpreti Joseph Galbraith, Vivian Rich, Jack Richardson, Louise Lester, Harry von Meter, Perry Banks, Reaves Eason.

## Trama
Creduto colpevole di un furto sia dalla moglie che dal suocero, Joe Blaney fugge trovando rifugio in una città mineraria. Lì, lavora così coscienziosamente da procurarsi il rispetto di tutti. Anche se sua moglie Frances chiede il divorzio, alla fine questo non viene ottenuto e i due restano marito e moglie. Così, quando Elsa, una ragazza che si è innamorata di lui, gli dichiara il proprio amore stupita dalla ritrosia di Joe, lui le racconta la sua storia. Un giorno, Joe legge sul giornale della richiesta di divorzio di sua moglie. Convinto che il divorzio sia stato concesso, sposa Elsa.

Mesi dopo il vero ladro confessa il crimine di cui Joe è stato accusato. Frances, allora, decide di tornare dal marito e si reca in montagna, dove questi vive. Vicino alla baita, incontra il bambino di Joe ed Elsa. Mentre gioca con lui, sta per rivelare la verità a sua madre, ma giunge la notizia che Joe è rimasto ferito. Elsa le affida il piccolo e si precipita dal marito che viene portato in casa. Assistendo all'amore che lega Joe a Elsa, Frances si rende conto che la moglie che si merita suo marito è proprio la donna con la quale vive e non lei. Torna in città e accetta le condizioni del divorzio, lasciando così libero Joe insieme alla ragazza che ha conquistato il suo cuore lì, in mezzo ai monti.

## Produzione
Il film fu prodotto dalla American Film Manufacturing Company.

## Distribuzione
Distribuito dalla Mutual, il film - un cortometraggio in due bobine - uscì nelle sale cinematografiche degli Stati Uniti il 7 giugno 1915.